# The Mexican (film 1911 Lubin)
The Mexican è un cortometraggio muto del 1911. Il nome del regista non viene riportato nei credit del film.

## Produzione
Il film fu prodotto dalla Lubin Manufacturing Company.

## Distribuzione
Distribuito dalla General Film Company, il film - un cortometraggio in una bobina - venne distribuito nelle sale statunitensi il 4 novembre 1911.